# Vilma Santos
Maria Rosa Vilma Tuazon Santos-Recto, nota semplicemente come Vilma Santos (Bamban, 3 novembre 1953), è una politica, attrice e cantante filippina. Tra le più note attrici della sua generazione, è soprannominata "Ate Vi" o "Star for all Seasons". È stata la più longeva regina del box office nella storia del cinema filippino.
Dopo essere stata scoperta dalla Sampaguita Pictures, ha iniziato la sua carriera cinematografica all'età di 10 anni, recitando per la prima volta nella pellicola Trudis Liit. Al film sono seguite numerose interpretazioni in film giovanili nelle quali è stata spesso associata a Edgar Mortiz. La sua notorietà è poi cresciuta notevolmente durante gli anni settanta e ottanta, grazie a recitazioni in ruoli sempre più maturi e complessi.
Nel 1998 è entrata nel mondo della politica e grazie alla sua popolarità è stata eletta Sindaco della città di Lipa, ricoprendo tale carica sino al 2007. Nel medesimo anno è stata eletta governatore della provincia di Batangas, incarico che ha occupato per tre mandati consecutivi. Nel giugno 2016 è stata eletta rappresentante congressuale per il neo-istituito sesto distretto di Batangas.